# Согласие (политическая партия)
Согласие (пол. Porozumienie) — либерально-консервативная партия в Польше. Партия была основана Ярославом Говином, как продолжение прошлой партии, Польша вместе. Партия связана с правящей партией в Польше, Право и Справедливость. 4 ноября на конгрессе партии Польша вместе, партия Польша Вместе была преобразована в новую партию. Решение также было принято также чтобы избежать путаницы с левой партией Левые Вместе. Также участники партии Согласие присутствовали в первом и во втором правительстве Матеуша Моравецкого. На президентских выборах в 2020 году партия Согласие поддержала Анджея Дуду.

## История
О создании партии было объявлено на пресс-конференции Министра науки и высшего образования Польши Ярослава Говина 13 октября 2017. В неё вошли члены партии «Польша вместе», и несколько бывших членов партий Корвин, Современная и Кукиз'15.
9 января 2018 года член партии Ядвига Эмилевич возглавила вновь созданное Министерство предпринимательства и технологий
6 февраля того же года суд отказался регистрировать партию «Согласие», потому название было изменено на «Согласие Ярослава Говина».
Партия приняла участие в местных выборах в ноябре 2018. Кандидаты от «Согласия» баллотировались по спискам партии «Право и Справедливость». Партия получила в общей сумме 19 мест в воеводских сеймиках, а также около сотни мест в советах повятов и гмин.
На выборах в Европейский парламент кандидаты от «Согласия» вновь баллотировались по спискам ПиС и набрали 2,25% голосов по стране. Единственным прошедшим в Европарламент членов партии стал Адам Белян.
На парламентских выборах 2019 кандидаты от партии получили 18 мест в Сейме и 2 в Сенате.
26-27 июня 2021 года состоялся партийный съезд, в ходе которого была представлена новая программа партии и Ярослав Говин был переизбран председателем.
8 августа 2022 года партия покинула коалицию Ярослава Качиньского и перешла в оппозицию к правящей партии.
10 декабря 2022 года председатель партии Ярослав Говин подал в отставку на внеочередном съезде партии. Новым председателем стала бывшая заместитель председателя Магдалена Срока.
5 февраля 2023 года партия заключила соглашение с «АГРОунией» для совместного участия в будущих парламентских выборах. Союз «Согласия» и «АГРОунии» был расторгнут 23 мая того же года.
20 июля 2023 года трое депутатов Сейма от «Согласия» заявили о переходе во фракцию «Польской коалиции», в связи с чем депутатская группа партии перестала существовать, а Ярослав Говин стал независимым депутатом.
19 октября 2023 года новым главой партии стал Станислав Дерехайло.

## Результаты выборов

### Сейм
| Год  | Голоса  | % голосов | Мандаты   |
| ---- | ------- | --------- | --------- |
| 2019 | 291 506 | 1,58      | 16 из 460 |
| 2023 | 1039    | 0,00      | 0 из 460  |

### Сенат
| Год  | Голоса  | % голосов | Мандаты  |
| ---- | ------- | --------- | -------- |
| 2019 | 356 123 | 1,96      | 2 из 100 |